# Asychis gangeticus
Asychis gangeticus är en ringmaskart som beskrevs av Fauvel 1932. Asychis gangeticus ingår i släktet Asychis och familjen Maldanidae. Inga underarter finns listade i Catalogue of Life.